# Ягодное (Ленинградская область)
Ягодное (до 1948 года Ваалимо, фин. Vaalimo, Ojala)) — деревня в Петровском сельском поселении Приозерского района Ленинградской области.

## Название
Зимой 1948 года деревне Марьяниеми было присвоено переводное наименование Ягодная. Переименование было закрепилено указом Президиума ВС РСФСР от 13 января 1949 года. Спустя несколько лет деревня была ликвидирована, а её название перешло на находящуюся в 15 км к востоку деревню Ваалимо (Ояла), которая до того была уже переименована в Никаново — «В память погибшего воина Советской Армии Никанова». В результате такого перемещения название Никаново было утрачено.

## История
| - Деревня Валима на русской карте 1745 года | - Деревня Ваалимо на финской карте 1923 года |

До 1940 года деревня Ваалимо входила в состав волости Валкъярви Выборгской губернии Финляндской республики. 
С 1 января 1940 года в составе Нурмиярвского сельсовета Раутовского района Ленинградской области.
С 1 июля 1941 года по 31 мая 1944 года финская оккупация.
С 1 октября 1948 года в составе Борисовского сельсовета Сосновского района. 
С 1 января 1949 года учитывается как деревня Ягодное.
С 1 декабря 1960 года — в составе Петровского сельсовета Приозерского района.
С 1 февраля 1963 года — в составе Выборгского района.
С 1 января 1965 года — вновь в составе Приозерского района. В 1965 году деревня насчитывала 262 жителя. 
По данным 1966, 1973 и 1990 годов деревня Ягодное входила в состав Петровского сельсовета.
В 1997 году в деревне Ягодное Петровской волости проживали 117 человек, в 2002 году — 84 человека (русские — 97 %).
В 2007 году в деревне Ягодное Петровского СП проживали 94 человека, в 2010 году — 113 человек.

## География
Деревня расположена в южной части района на автодороге 41К-152 (подъезд к пос. Пчёлино).
Расстояние до административного центра поселения — 12 км.
Расстояние до ближайшей железнодорожной платформы Лосево — 6 км. 
Деревня находится на южном берегу озера Вуокса.

## Демография
| 2007 | 2010 | 2017 |
| ---- | ---- | ---- |
| 94   | ↗113 | ↘86  |

## Улицы
1-й Школьный проезд, 2-й Школьный проезд, 3-й Школьный проезд, 4-й Школьный проезд, Выборгское шоссе, Дачная, Загородная, Звездная, Колокольцевская, Колокольцевский залив, Лесная, Озёрная, Полевая, Солнечная, Школьная.

## Садоводства
Голубая дача, На Вуоксе.